# Lumière lente
La lumière lente est une propagation d'une impulsion optique ou d'une autre modulation d'un support optique à une vitesse de groupe très faible. La lumière lente se produit lorsqu'une impulsion de propagation est considérablement ralentie par l'interaction avec le milieu dans lequel la propagation a lieu.
En 1998, la physicienne danoise Lene Vestergaard Hau a dirigé une équipe combinée de l'université Harvard et de l'institut Rowland pour la science (en) qui a réussi à ralentir un faisceau de lumière à environ 17 m/s et des chercheurs de l'UC Berkeley ralentissaient la vitesse de la lumière à travers un semi-conducteur à 9,7 km/s en 2004. Hau a réussi à arrêter complètement la lumière et a développé des méthodes par lesquelles elle peut être arrêtée et redémarrée plus tard. Ce fut un effort pour développer des ordinateurs qui n'utiliseront qu'une fraction de l'énergie des machines d'aujourd'hui.
En 2005, IBM a créé une micro-puce qui peut ralentir la lumière, fabriquée à partir de matériaux assez standard, ouvrant ainsi la voie à une adoption commerciale.